# Dyniogłowy IV: Krwawy spór
Dyniogłowy IV: Krwawy spór (ang. Pumpkinhead: Blood Feud) – czwarta kontynuacja sagi horroru o Demonie Zemsty – Dyniogłowym w reżyserii Michaela Hursta.

## Obsada
- Amy Manson – Jodie Hatfield
- Bradley Taylor – Ricky McCoy
- Lance Henriksen – Ed Harley
- Lynne Verrall – Haggis
- Ovidiu Niculescu – Bobby Joe Hatfield
- Claire Lams – Dolly Hatfield

## Opis fabuły
Jodie i Ricky są szczęśliwą, zakochaną w sobie po uszy parą. Jednak muszą ukrywać swą miłość ze względu na wieloletnią wojnę między ich rodzinami. Nie chcąc dopuścić do mezaliansu, Hatfieldowie robią wszystko, by rozłączyć parę. Kiedy ich plan kończy się śmiercią najmłodszej siostry Ricka, ród młodzieńca wzywa Dyniogłowego - demona zemsty. Mimo ostrzeżeń Eda Harleya, McCoyowie zlecają potworowi krwawe żniwa. Hatfieldowie stają się zwierzyną w polowaniu, w którym stawką jest życie każdego członka rodu.